# 官桥镇 (嘉鱼县)
官桥镇，是中华人民共和国湖北省咸寧市嘉鱼县下辖的一个乡镇级行政单位。

## 行政区划
官桥镇下辖以下地区：
官桥社区、舒桥社区、观音寺村、舒桥村、大牛山村、米埠村、廖家桥村、跑马岭村、白湖寺村、官桥村、石鼓岭村、阴山村、朱砂村、两湖村和港南村。